# Saint-Genest-Lerpt
Saint-Genest-Lerpt is een gemeente in het Franse departement Loire (regio Auvergne-Rhône-Alpes). De plaats maakt deel uit van het arrondissement Saint-Étienne. Saint-Genest-Lerpt telde op 1 januari 2022 6.182 inwoners.

## Geografie
De oppervlakte van Saint-Genest-Lerpt bedroeg op 1 januari 2022 12,68 vierkante kilometer; de bevolkingsdichtheid was toen 487,5 inwoners per km².

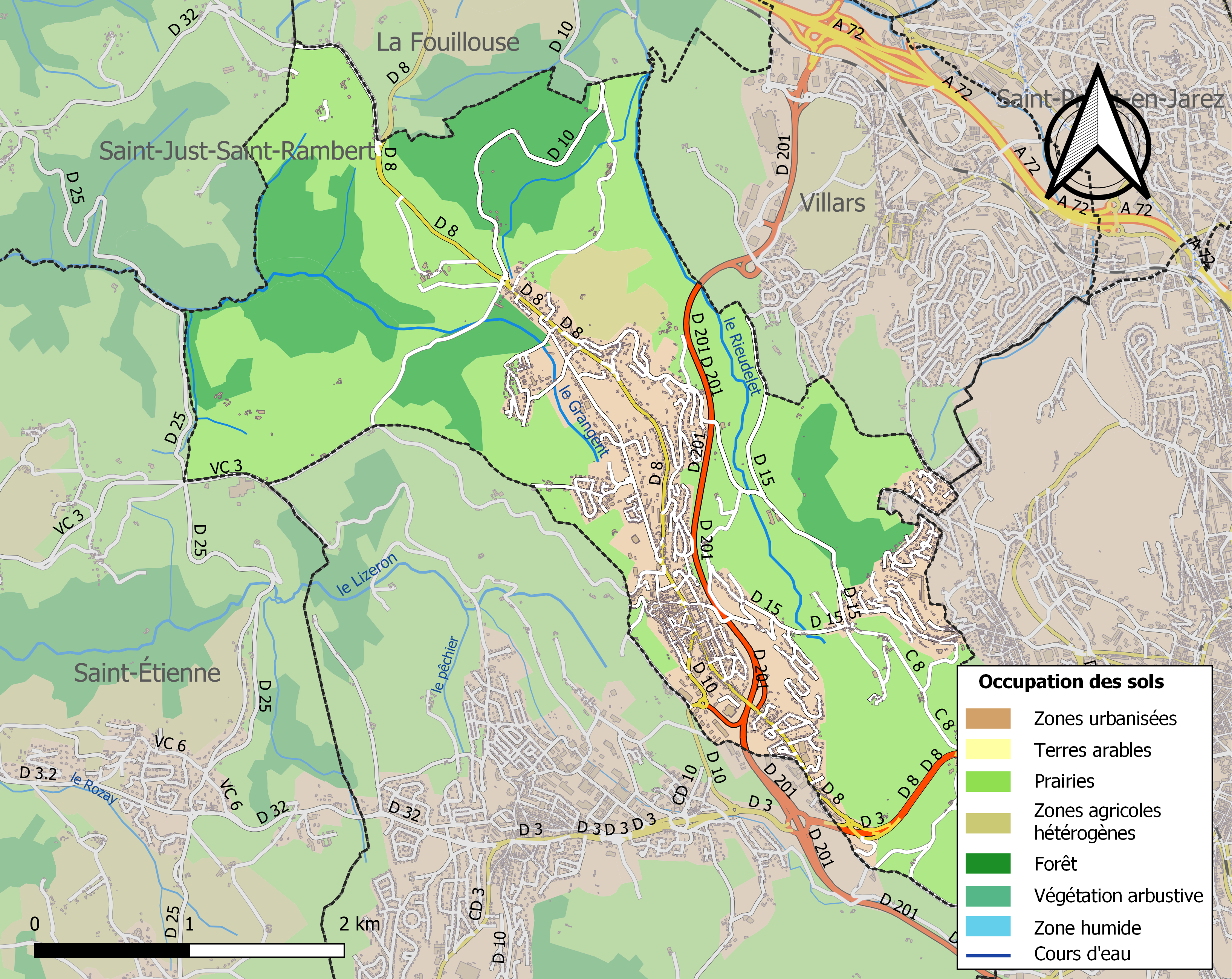
Kaart van de gemeente met de belangrijkste infrastructuur, bodemgebruik en omliggende gemeenten

## Demografie
Onderstaande figuur toont het verloop van het inwonertal (bron: INSEE-tellingen).